# Michel Décaudin
Michel Décaudin, né le 22 avril 1919 à Roubaix et mort le 5 mars 2004 à Paris, est un professeur de lettres français.

## Biographie
D'abord professeur au collège d’Armentières (1945-1947), Michel Décaudin passe l’agrégation de lettres en 1947, enseigne au lycée Henri-Wallon de Valenciennes (1947-1948), puis au lycée Faidherbe à Lille (1948-1951).
Assistant à la faculté des lettres de Lille de 1951 à 1957 et lecteur à l’université de Gand, il est nommé professeur à Toulouse (1957-1969) où il produit sur les ondes de la station régionale de la RTF Toulouse-Pyrénées l'émission La tribune des lettres et des arts. Il rejoint Paris X-Nanterre (1969-1972) puis la Sorbonne nouvelle (Paris III) dont il devient professeur émérite en 1984.
Il a été maître d’œuvre d’un grand nombre de publications, surtout de travaux d’édition.
Spécialiste de Guillaume Apollinaire dont il édita, seul ou en collaboration avec Pierre-Marcel Adéma ou Pierre Caizergues, les œuvres en quatre volumes dans la Bibliothèque de la Pléiade (Gallimard) : le premier (Œuvres poétiques) en 1956, trois Œuvres en prose complètes depuis 1977, dont il édita seul le premier volume.
On lui doit également une édition des Calligrammes au Club du meilleur livre en 1955, la publication chez Balland et Lecat de quatre volumes des Œuvres complètes (1965-1966), ainsi que la révélation des Lettres à Lou (Gallimard, 1969), des Diables amoureux (1964), des correspondances, et du Journal intime…
Il travailla également sur l’œuvre de Jean Cocteau.

## Distinctions
- Nommé en 1957 Régent du Collège de ’Pataphysique, chaire d'Histoire de la Pataphysique & Exégèse
- Docteur honoris causa de l'université de Gand (19 février 1982)[2]

### Décoration
- Officier de l'ordre des Arts et des Lettres (1981)[3]

## Publications
- La crise des valeurs symbolistes, Toulouse, Privat, 1960 ; thèse soutenue à la Sorbonne en 1958, sous la direction de Pierre Moreau, rééditée en 1981 chez Slatkine
- Album de la Pléiade : Guillaume Apollinaire, éditions Gallimard, coll. « Bibliothèque de la Pléiade », 1971
- Guillaume Apollinaire : correspondance avec son frère et sa mère, présentée par Gilbert Boudar et Michel Décaudin, Paris, Libraire José Corti, 1987
- Dossier d'« Alcools », Paris, Droz, 1960 ; édition revue en 1996
- Apollinaire en somme, avec Jean Burgos et Claude Debon, Paris, Klincksieck, 1998
- Apollinaire, Paris, LGF, coll. « Références », 2002